# Quatorzième district congressionnel de Géorgie
Le 14e district congressionnel de Géorgie a été créé à la suite du recensement de 2010, lorsque la Géorgie a obtenu un 14e siège à la Chambre des Représentants des États-Unis. Le district est représenté par la Républicaine Marjorie Taylor Greene. Localisé dans le nord-ouest de la Géorgie, il fut créé suivant le Recensement de 2010, lorsque l'État a obtenu un 14e siège à la Chambre des Représentants. Avec un indice CPVI de R+22, il est à égalité avec le 9e district comme étant le district le plus républicain de Géorgie.
Le district est essentiellement rural et périurbain. Comme la majeure partie du nord de la Géorgie, il est devenu presque solidement républicain. Alors que les démocrates conservateurs détenaient la plupart des bureaux locaux et des sièges législatifs dans ce qui est maintenant le 14e jusque dans les années 1990, il n'y a aujourd'hui presque aucun démocrate élu au-dessus du niveau du comté. Les Démocrates n'ont nommé à un candidat que dans quatre des six élections depuis la création du district, le meilleur résultat ayant été 34,1 % lors de l'élection de 2022.

## Géographie
Le district se trouve au nord-ouest de la Géorgie et comprend les villes de Rome, Calhoun et Dalton. Le district congressionnel comprend les comtés suivants du nord-ouest de la Géorgie : Après le recensement de 2020, la carte congressionnelle a été modifiée pour supprimer le Comté de Haralson et le Comté de Pickens et ajouter la partie ouest du Comté de Cobb.
Les trois comtés les plus au nord (Catoosa, Dade et Walker) du district font partie de la région métropolitaine et du marché de la télévision de Chattanooga, dans le Tennessee, les parties centrale et méridionale étant considérées comme des banlieues d'Atlanta.
| #   | Comté     | Siège       | Population |
| --- | --------- | ----------- | ---------- |
| 47  | Catoosa   | Ringgold    | 68 910     |
| 55  | Chattooga | Summerville | 25 222     |
| 67  | Cobb      | Marietta    | 776 743    |
| 83  | Dade      | Trenton     | 16 165     |
| 115 | Floyd     | Rome        | 100 113    |
| 129 | Gordon    | Calhoun     | 59 757     |
| 213 | Murray    | Chatsworth  | 41 035     |
| 223 | Paulding  | Dallas      | 183 164    |
| 233 | Polk      | Cedartown   | 44 223     |
| 295 | Walker    | LaFayette   | 69 489     |
| 313 | Catoosa   | Dalton      | 103 687    |

### Villes de 10 000 habitants ou plus
- Rome - 37 713
- Mableton - 37 115
- Dalton - 34 417
- Calhoun - 16 949
- Powder Springs - 16 887
- Dallas - 14 042
- Fort Oglethorpe - 10 423
- Cedartown - 10 190

### 2 500 à 10 000 habitants
- Austell - 7 713
- LaFayette - 6 888
- Fairview - 6 409
- Rockmart - 5 012
- Hiram - 4 929
- Chatsworth - 4 874
- Lakeview - 4 777
- Summerville - 4 435
- Lindale - 4 283
- Rossville - 3 980
- Chattanooga Valley - 3 962
- Ringgold - 3 414
- Chickamauga - 2 917

## Historique de vote
| Année | Poste      | Résultats               |
| ----- | ---------- | ----------------------- |
| 2012  | Président  | Romney 73,2 % – 25,3 %  |
| 2016  | Président  | Trump 75,0 % – 22,1 %   |
| 2016  | Sénat      | Isakson 74,5 % – 20,8 % |
| 2018  | Gouverneur | Kemp 75,4 % – 23,7 %    |
| 2020  | Président  | Trump 73,4 % – 25,3 %   |

## Liste des Représentants du district
| Membre                             | Parti       | Années                          | Congrès     | Histoire électorale                                                                                           | Zone géographique                                                                                                   |
| ---------------------------------- | ----------- | ------------------------------- | ----------- | --- | --- |
| District établit le 3 janvier 2013 |             |                                 |             | | |
| Tom Graves                         | Républicain | 3 janvier 2013 - 4 octobre 2020 | 113e - 116e | Redécoupage depuis le 9e district et réélu en 2012. Réélu en 2014. Réélu en 2016. Réélu en 2018. Démissionne. | 2013–2023 Catoosa, Chattooga, Dade, Floyd, Gordon, Haralson, Murray, Paulding, Polk, Walker, Whitefield et Pickens. |
| Vacant                             | Vacant      | 4 octobre 2020 - 3 janvier 2021 | 116e        | | 2013–2023 Catoosa, Chattooga, Dade, Floyd, Gordon, Haralson, Murray, Paulding, Polk, Walker, Whitefield et Pickens. |
| Marjorie Taylor Greene             | Républicain | 3 janvier 2021 - en cours       | 117e , 118e | Élue en 2020. Réélue en 2022.                                                                                 | 2013–2023 Catoosa, Chattooga, Dade, Floyd, Gordon, Haralson, Murray, Paulding, Polk, Walker, Whitefield et Pickens. |
| Marjorie Taylor Greene             | Républicain | 3 janvier 2021 - en cours       | 117e , 118e | Élue en 2020. Réélue en 2022.                                                                                 | 2023–en cours |

## Résultats des récentes élections
Voici les résultats des dix précédents cycles électoraux dans le district.

### 2012
| Élection de 2012 du 14e district congressionnel de Géorgie | Élection de 2012 du 14e district congressionnel de Géorgie | Élection de 2012 du 14e district congressionnel de Géorgie | Élection de 2012 du 14e district congressionnel de Géorgie | Élection de 2012 du 14e district congressionnel de Géorgie |
| ---------------------------------------------------------- | ---------------------------------------------------------- | ---------------------------------------------------------- | ---------------------------------------------------------- | ---------------------------------------------------------- |
| Parti                                                      | Parti                                                      | Candidat                                                   | Votes                                                      | %                                                          |
|                                                            | Républicain                                                | Tom Graves (sortant)                                       | 159 947                                                    | 72,97                                                      |
|                                                            | Démocrate                                                  | Daniel "Danny" Grant                                       | 59 245                                                     | 27,03                                                      |
| Total des votes                                            | Total des votes                                            | Total des votes                                            | 219 192                                                    | 100%                                                       |
|                                                            | Les Républicains conservent                                |                                                            |                                                            |                                                            |

### 2014
| Élection de 2014 du 14e district congressionnel de Géorgie | Élection de 2014 du 14e district congressionnel de Géorgie | Élection de 2014 du 14e district congressionnel de Géorgie | Élection de 2014 du 14e district congressionnel de Géorgie | Élection de 2014 du 14e district congressionnel de Géorgie |
| ---------------------------------------------------------- | ---------------------------------------------------------- | ---------------------------------------------------------- | ---------------------------------------------------------- | ---------------------------------------------------------- |
| Parti                                                      | Parti                                                      | Candidat                                                   | Votes                                                      | %                                                          |
|                                                            | Républicain                                                | Tom Graves (sortant)                                       | 118 782                                                    | 100%                                                       |
|                                                            | Les Républicains conservent                                |                                                            |                                                            |                                                            |

### 2016
| Élection de 2016 du 14e district congressionnel de Géorgie | Élection de 2016 du 14e district congressionnel de Géorgie | Élection de 2016 du 14e district congressionnel de Géorgie | Élection de 2016 du 14e district congressionnel de Géorgie | Élection de 2016 du 14e district congressionnel de Géorgie |
| ---------------------------------------------------------- | ---------------------------------------------------------- | ---------------------------------------------------------- | ---------------------------------------------------------- | ---------------------------------------------------------- |
| Parti                                                      | Parti                                                      | Candidat                                                   | Votes                                                      | %                                                          |
|                                                            | Républicain                                                | Tom Graves (sortant)                                       | 216 743                                                    | 100%                                                       |
|                                                            | Les Républicains conservent                                |                                                            |                                                            |                                                            |

### 2018
| Élection de 2018 du 14e district congressionnel de Géorgie | Élection de 2018 du 14e district congressionnel de Géorgie | Élection de 2018 du 14e district congressionnel de Géorgie | Élection de 2018 du 14e district congressionnel de Géorgie | Élection de 2018 du 14e district congressionnel de Géorgie |
| ---------------------------------------------------------- | ---------------------------------------------------------- | ---------------------------------------------------------- | ---------------------------------------------------------- | ---------------------------------------------------------- |
| Parti                                                      | Parti                                                      | Candidat                                                   | Votes                                                      | %                                                          |
|                                                            | Républicain                                                | Tom Graves (sortant)                                       | 175 743                                                    | 76,5                                                       |
|                                                            | Démocrate                                                  | Steven Lamar Foster                                        | 53 981                                                     | 23,5                                                       |
| Total des votes                                            | Total des votes                                            | Total des votes                                            | 229 724                                                    | 100%                                                       |
|                                                            | Les Républicains conservent                                |                                                            |                                                            |                                                            |

### 2020
| Élection de 2020 du 14e district congressionnel de Géorgie | Élection de 2020 du 14e district congressionnel de Géorgie | Élection de 2020 du 14e district congressionnel de Géorgie    | Élection de 2020 du 14e district congressionnel de Géorgie | Élection de 2020 du 14e district congressionnel de Géorgie |
| ---------------------------------------------------------- | ---------------------------------------------------------- | ------------------------------------------------------------- | ---------------------------------------------------------- | ---------------------------------------------------------- |
| Parti                                                      | Parti                                                      | Candidat                                                      | Votes                                                      | %                                                          |
|                                                            | Républicain                                                | Marjorie Taylor Greene                                        | 229 827                                                    | 74,7                                                       |
|                                                            | Démocrate                                                  | Kevin Van Ausdal (retrait mais reste sur le bulletin de vote) | 77 798                                                     | 25,3                                                       |
| Total des votes                                            | Total des votes                                            | Total des votes                                               | 307 625                                                    | 100%                                                       |
|                                                            | Les Républicains conservent                                |                                                               |                                                            |                                                            |

### 2022
| Primaire Républicaine de 2022 du 14e district congressionnel de Géorgie | Primaire Républicaine de 2022 du 14e district congressionnel de Géorgie | Primaire Républicaine de 2022 du 14e district congressionnel de Géorgie | Primaire Républicaine de 2022 du 14e district congressionnel de Géorgie | Primaire Républicaine de 2022 du 14e district congressionnel de Géorgie |
| ----------------------------------------------------------------------- | ----------------------------------------------------------------------- | ----------------------------------------------------------------------- | ----------------------------------------------------------------------- | ----------------------------------------------------------------------- |
| Parti                                                                   | Parti                                                                   | Candidat                                                                | Votes                                                                   | %                                                                       |
|                                                                         | Républicain                                                             | Marjorie Taylor Greene (sortante)                                       | 72 215                                                                  | 69,5                                                                    |
|                                                                         | Républicain                                                             | Jennifer Strahan                                                        | 17 595                                                                  | 16,9                                                                    |
|                                                                         | Républicain                                                             | Eric Cunningham                                                         | 6390                                                                    | 6,2                                                                     |
|                                                                         | Républicain                                                             | James Haygood                                                           | 3790                                                                    | 3,6                                                                     |
|                                                                         | Républicain                                                             | Charles Lutin                                                           | 2304                                                                    | 2,2                                                                     |
|                                                                         | Républicain                                                             | Seth Synstelien                                                         | 1547                                                                    | 1,5                                                                     |

| Primaire Démocrate de 2022 du 14e district congressionnel de Géorgie | Primaire Démocrate de 2022 du 14e district congressionnel de Géorgie | Primaire Démocrate de 2022 du 14e district congressionnel de Géorgie | Primaire Démocrate de 2022 du 14e district congressionnel de Géorgie | Primaire Démocrate de 2022 du 14e district congressionnel de Géorgie |
| -------------------------------------------------------------------- | -------------------------------------------------------------------- | -------------------------------------------------------------------- | -------------------------------------------------------------------- | -------------------------------------------------------------------- |
| Parti                                                                | Parti                                                                | Candidat                                                             | Votes                                                                | %                                                                    |
|                                                                      | Démocrate                                                            | Marcus Flowers                                                       | 20 082                                                               | 74,7                                                                 |
|                                                                      | Démocrate                                                            | Wendy Davis                                                          | 5141                                                                 | 19,1                                                                 |
|                                                                      | Démocrate                                                            | Holly McCormack                                                      | 1662                                                                 | 6,2                                                                  |

| Élection de 2022 du 14e district congressionnel de Géorgie | Élection de 2022 du 14e district congressionnel de Géorgie | Élection de 2022 du 14e district congressionnel de Géorgie | Élection de 2022 du 14e district congressionnel de Géorgie | Élection de 2022 du 14e district congressionnel de Géorgie |
| ---------------------------------------------------------- | ---------------------------------------------------------- | ---------------------------------------------------------- | ---------------------------------------------------------- | ---------------------------------------------------------- |
| Parti                                                      | Parti                                                      | Candidat                                                   | Votes                                                      | %                                                          |
|                                                            | Républicain                                                | Marjorie Taylor Greene (sortante)                          | 170 162                                                    | 65,9                                                       |
|                                                            | Démocrate                                                  | Marcus Flowers                                             | 88 189                                                     | 34,1                                                       |
| Total des votes                                            | Total des votes                                            | Total des votes                                            | 258 351                                                    | 100%                                                       |
|                                                            | Les Républicains conservent                                |                                                            |                                                            |                                                            |

### 2024
| Primaire Républicaine de 2022 du 14e district congressionnel de Géorgie | Primaire Républicaine de 2022 du 14e district congressionnel de Géorgie | Primaire Républicaine de 2022 du 14e district congressionnel de Géorgie | Primaire Républicaine de 2022 du 14e district congressionnel de Géorgie | Primaire Républicaine de 2022 du 14e district congressionnel de Géorgie |
| ----------------------------------------------------------------------- | ----------------------------------------------------------------------- | ----------------------------------------------------------------------- | ----------------------------------------------------------------------- | ----------------------------------------------------------------------- |
| Parti                                                                   | Parti                                                                   | Candidat                                                                | Votes                                                                   | %                                                                       |
|                                                                         | Républicain                                                             | Marjorie Taylor Greene (sortante)                                       | 56 932                                                                  | 100%                                                                    |

| Primaire Démocrate de 2024 du 14e district congressionnel de Géorgie | Primaire Démocrate de 2024 du 14e district congressionnel de Géorgie | Primaire Démocrate de 2024 du 14e district congressionnel de Géorgie | Primaire Démocrate de 2024 du 14e district congressionnel de Géorgie | Primaire Démocrate de 2024 du 14e district congressionnel de Géorgie |
| -------------------------------------------------------------------- | -------------------------------------------------------------------- | -------------------------------------------------------------------- | -------------------------------------------------------------------- | -------------------------------------------------------------------- |
| Parti                                                                | Parti                                                                | Candidat                                                             | Votes                                                                | %                                                                    |
|                                                                      | Démocrate                                                            | Clarence Blalock                                                     | 7005                                                                 | 38,7                                                                 |
|                                                                      | Démocrate                                                            | Shawn Harris                                                         | 6881                                                                 | 38,1                                                                 |
|                                                                      | Démocrate                                                            | Deric Houston                                                        | 2630                                                                 | 14,5                                                                 |
|                                                                      | Démocrate                                                            | Joseph Leigh                                                         | 1566                                                                 | 8,7                                                                  |

| Second Tour de la Primaire Démocrate de 2024 du 14e district congressionnel de Géorgie | Second Tour de la Primaire Démocrate de 2024 du 14e district congressionnel de Géorgie | Second Tour de la Primaire Démocrate de 2024 du 14e district congressionnel de Géorgie | Second Tour de la Primaire Démocrate de 2024 du 14e district congressionnel de Géorgie | Second Tour de la Primaire Démocrate de 2024 du 14e district congressionnel de Géorgie |
| -------------------------------------------------------------------------------------- | -------------------------------------------------------------------------------------- | -------------------------------------------------------------------------------------- | -------------------------------------------------------------------------------------- | -------------------------------------------------------------------------------------- |
| Parti                                                                                  | Parti                                                                                  | Candidat                                                                               | Votes                                                                                  | %                                                                                      |
|                                                                                        | Démocrate                                                                              | Shawn Harris                                                                           | 7219                                                                                   | 69,0                                                                                   |
|                                                                                        | Démocrate                                                                              | Clarence Blalock                                                                       | 3245                                                                                   | 31,0                                                                                   |

| Élection de 2024 du 14e district congressionnel de Géorgie | Élection de 2024 du 14e district congressionnel de Géorgie | Élection de 2024 du 14e district congressionnel de Géorgie | Élection de 2024 du 14e district congressionnel de Géorgie | Élection de 2024 du 14e district congressionnel de Géorgie |
| ---------------------------------------------------------- | ---------------------------------------------------------- | ---------------------------------------------------------- | ---------------------------------------------------------- | ---------------------------------------------------------- |
| Parti                                                      | Parti                                                      | Candidat                                                   | Votes                                                      | %                                                          |
|                                                            | Républicain                                                | Marjorie Taylor Greene (sortante)                          | 243 446                                                    | 64,4                                                       |
|                                                            | Démocrate                                                  | Shawn Harris                                               | 134 759                                                    | 35,6                                                       |
| Total des votes                                            | Total des votes                                            | Total des votes                                            | 378 205                                                    | 100 %                                                      |
|                                                            | Les Républicains conservent                                |                                                            |                                                            |                                                            |